# Олімп (загін)
«Олімп» — радянський партизанський розвідувально-диверсійний загін НКДБ СРСР, який діяв з січня 1943 року по лютий 1945 року в Україні (Рівненська область), Білорусі, Польщі та Чехословаччини під командуванням Карасьова Віктора Олександрович.

## Бойова діяльність
Всім спецгрупам і спецзагонам ОМСБОП присвоювалися кодові назви, і вони залишалися самостійними весь період перебування в тилу ворога. Але в залежності від характеру основного завдання ці групи зберігали свій первісний склад, уникаючи його розширення (переважно групи, що мали особливі розвідувальні завдання), ставали ядром для утворення партизанських загонів. До них приєднувалися військовослужбовці РСЧА, які опинилися в оточенні або вчинили втечу з полону, а також місцеві жителі, незадоволені окупаційним режимом. В кінцевому підсумку багато таких загонів перетворилися у великі партизанські з'єднання, які контролювали великі райони в глибокому тилу противника.
Бойовий досвід підтвердив, що найсприятливіші умови для ведення розвідувальної, контррозвідувальної та диверсійної роботи за лінією фронту мали ті оперативні групи, які швидко обростали добровольцями — патріотами або спиралися на місцеві партизанські сили.
Ось як про це згадував В. В. Гридньов :
|  | ОМСБОП, формуючи для закидання у ворожий тил оперативно-розвідувальні, диверсійні загони та групи, не називав їх партизанськими. Ми говорили про них як про групи або загони спеціального призначення, привласнювали їм зазвичай кодові назви, наприклад, «Олімп», «Борці», «Славний», «Вперед» |

.
З вересня 1942 року В. А. Карасьов командує загоном спеціального призначення «Олімп». Його посилають в район м.Овруч, щоб провести операцію з виявлення і знищення особливо небезпечної шпигунсько-диверсійної групи гестапо в Поліссі. Завдання було виконано, за що Віктора Карасьова нагородили орденом Червоного Прапора.
Загін виріс у велике партизанське з'єднання, якому дали ім'я Олександра Невського. Здійснюючи глибокі рейди в тилу противника, партизани з боями пройшли Білорусь, Правобережну і Західну Україну. Влітку 1944 року, з важкими боями форсувавши Західний Буг, вийшли на територію Польщі, де розгорнули активні бойові дії. У ніч на 5 серпня 1944 року партизанське з'єднання під командуванням В. А. Карасьова на прохання Чехославацкого уряду перейшло з польської території до Східної Словаччини та взяло участь у Словацькому національному повстанні. Бійці Карасьова билися з фашистами та на території Угорщини.
Партизанське з'єднання імені Олександра Невського пройшло по тилу ворога понад одинадцяти тисяч кілометрів. На його рахунку 130 бойових операцій, 56 ешелонів пущених під укіс, 61 знищений паровоз, 429 вагонів і платформ, 7 літаків, 335 автомашин і танків. Відважні бійці підірвали та спалили 27 залізничних і шосейних мостів, 8 підприємств і складів.

## Цікаві факти
За радянських часів бійцям загону «Олімп» приписували проведення теракту в м. Овручі 14 вересня 1943 року :
|  | Я. Каплюк встановив вибуховий пристрій з годинниковим механізмом і покинув будівлю крігскоміссаріата ... У той же вечір в будинку гебітскоміссаріата був урочистий прийом на честь 10-річчя приходу Гітлера до влади. Для офіцерів давався аматорський спектакль. Близько півночі всі розійшлися по квартирах і казармах. А через дві години невелике містечко потряс вибух колосальної сили : спрацював вибуховий пристрій в котельні, і від детонації вибухнув також склад боєприпасів. Під обломками будинку залишилися трупи понад 40 німецьких офіцерів і чинів військової та цивільної адміністрації, багато солдатів. До Берліна прибуло шість домовин з останками високопоставлених осіб |

".
Але в ході поїздки робочої групи істориків в Овруч 18 листопада 2009 року було встановлено, що ніякого теракту не було проведено.Крім того відомо, що бійці загону «Олімп» перебуваючи в тилу німецьких військ, займалися побутовим розкладанням. Наприклад, восени 1943 року командир партизанського загону ім.Сталіна Чернігово-Волинського партизанського з'єднання Г. Балицький постійно описував спільні пиятики, що влаштовувалися їм і командирами діючих поруч загонів НКДБ СРСР — Віктором Карасьовим («Олімп»), Миколою Прокопюком («Мисливці»), Дмитром Медведєвим («Переможці»).
Іноді оперативні наради плавно перетікали в пиятики:
|  | 3 листопада 1943 р Був в гостях у тов. Карасьова Віктора Олександровича, зі мною їздив і тов. Прокопюк. У години дві приїхав тов. Медведєв і його заступник по контррозвідці тов. Лукін. Погуляли непогано, домовилися про спільну боротьбу [з] німецькими нелюдами ... |

.